# Steven Lopes
Steven Joseph Lopes (ur. 22 kwietnia 1975 w Fremont, Kalifornia) – amerykański duchowny katolicki, ordynariusz ordynariatu personalnego Katedry Świętego Piotra od 2016.

## Życiorys
Święcenia kapłańskie otrzymał 23 czerwca 2001 z rąk Williama Levady. Został inkardynowany do archidiecezji San Francisco. 
W latach 2005–2015 był pracownikiem Kongregacji Nauki Wiary, a w latach 2012–2015 był sekretarzem komisji Anglicanae traditiones.
24 listopada 2015 papież Franciszek mianował go biskupem ordynariuszem ordynariatu personalnego Katedry Świętego Piotra. Sakry udzielił mu 2 lutego 2016 kardynał Gerhard Ludwig Müller.